# Kroatische presidentsverkiezingen 2024-25
De presidentsverkiezingen in Kroatië werden in 2024-2025 gehouden op 29 december 2024, met een tweede ronde op 12 januari 2025, nadat geen enkele kandidaat een meerderheid had behaald. De zittende president Zoran Milanović was verkiesbaar voor een tweede termijn en werd herkozen met een recordaantal van 75% van de stemmen.

## Achtergrond
Kiezers in Kroatië hebben in april ook gestemd voor het Kroatische parlement en in juni voor het Europees Parlement.
De eerste ronde was gepland voor december 2024, maar op 15 maart 2024 kondigde de zittende president Zoran Milanović aan dat hij zich namens de Sociaaldemocratische Partij van Kroatië (SDP) kandidaat zou stellen voor de functie van premier. Tijdens deze persconferentie maakte hij ook bekend dat hij zijn ontslag als president alleen zou indienen in het geval van een overwinning bij de parlementsverkiezingen op 17 april 2024. Als Milanović premier was geworden, zou de Kroatische grondwet voorschrijven dat er uiterlijk op 16 juni 2024 voorlopige presidentsverkiezingen zouden plaatsvinden. De coalitie onder leiding van de SDP behaalde echter slechts 42 zetels bij de verkiezingen. Milanović bleef dus president.
Op 20 november 2024 kondigde premier Andrej Plenković aan dat de presidentsverkiezingen op 29 december zouden worden gehouden, wat op 21 november door het Kroatische parlement werd goedgekeurd.
De aanloop naar de verkiezingen werd gekenmerkt door verschillende controverses, waaronder de arrestatie in november en het daaropvolgende ontslag van de zittende minister van Volksgezondheid Vili Beroš op grond van beschuldigingen van corruptie. Dit leidde tot een patstelling tussen de Kroatische wetshandhavingsinstantie USKOK en het Europees Openbaar Ministerie, waarvan een van de onderzoeken door de arrestatie werd verijdeld. De procureur-generaal van Kroatië, Ivan Turudić, bepaalde dat USKOK het onderzoek zou voortzetten aan de hand van het bewijsmateriaal dat door het OM was verzameld. Milanović bekritiseerde deze beslissing.
Rond dezelfde tijd ontstond er nog een controverse toen Milanović zijn veto uitsprak over het voorstel van de regering om Kroatië te betrekken bij een NAVO-operatie om Oekraïense soldaten te trainen.

## Kiesstelsel
De president van Kroatië wordt rechtstreeks gekozen bij geheime stemming voor een termijn van vijf jaar, volgens het tweerondenstelsel . Een president mag maximaal twee volledige termijnen aanblijven. De grondwet vereist dat presidentsverkiezingen niet eerder dan 60 dagen en niet later dan 30 dagen vóór het verstrijken van de termijn van de zittende president worden gehouden. Een absolute meerderheid (50% + 1 stem) van alle uitgebrachte stemmen (inclusief ongeldige, blanco en niet uitgebrachte stemmen) is vereist om in de eerste ronde te winnen. Als geen enkele kandidaat de meerderheid van de stemmen behaalt, dan wordt veertien dagen later een tweede ronde gehouden. Daaraan nemen de twee kandidaten met het hoogste aantal stemmen in de eerste ronde deel. De kandidaat die in de tweede ronde het hoogste aantal stemmen behaalt (een meerderheid van de geldig uitgebrachte stemmen), wordt tot winnaar uitgeroepen. Als een van de kandidaten die zich voor de tweede ronde heeft gekwalificeerd zijn kandidatuur intrekt of overlijdt, neemt de kandidaat met het op één na hoogste aantal stemmen in de eerste ronde zijn plaats in de tweede ronde in.
Om aan de verkiezingen te mogen deelnemen en op het stembiljet te worden vermeld, moet een potentiële kandidaat minimaal 10.000 handtekeningen van stemgerechtigde kiezers verzamelen. Elke ondertekenaar mag zijn handtekening slechts aan één potentiële kandidaat geven. De termijn voor het verzamelen van het genoemde aantal handtekeningen is vastgesteld op twaalf dagen, en na het verstrijken van deze periode moeten potentiële kandidaten deze ter verificatie aan de Staatsverkiezingscommissie voorleggen.

## Kandidaten
Op 11 december publiceerde de Staatsverkiezingscommissie een lijst met acht kandidaten.
1. Miro Bulj - MOST
2. Tomislav Jonjić - Onafhankelijke kandidaat
3. Ivana Kekin - MOŽEMO
4. Branka Lozo - DOMINO
5. Zoran Milanović - Sociaaldemocratische Partij van Kroatië + een coalitie van 8 andere partijen
6. Dragan Primorac - Kroatische Democratische Unie + een coalitie van 5 andere partijen
7. Marija Selak Raspudić - Onafhankelijke kandidaat
8. Niko Tokić Kartelo - Onafhankelijke kandidaat

## Uitslagen
Zittend president Zoran Milanović behaalde een tweede termijn met 75% van de stemmen, het hoogste percentage voor een presidentiële kandidaat in Kroatië, behalve de eerste ronde overwinningen van president Franjo Tuđman in 1992 en 1997.
Volgens politieke analisten had de partij van Milanović waarschijnlijk verwacht dat Dragan Primorac 30-40% van de stemmen in de tweede ronde zou halen, nadat hij in de eerste ronde slechts 19% had behaald. Milanović trok echter waarschijnlijk een aantal kiezers van de partij van Primorac aan.

### Numerieke resultaten
- Zoran Milanović
  - Eerste ronde: 797.938 stemmen (49,68%)
  - Tweede ronde: 1.122.859 stemmen (74,68%)
- Dragan Primorac
  - Eerste ronde: 314.663 stemmen (19,59%)
  - Tweede ronde: 380.752 stemmen (25,32%)
- Marija Selak Raspudić
  - Eerste ronde: 150.435 stemmen (9,37%)
- Ivana Kekin
  - Eerste ronde: 144.533 stemmen (9,00%)
- Tomislav Jonjić
  - Eerste ronde: 82.787 stemmen (5,15%)
- Miro Bulj
  - Eerste ronde: 62.127 stemmen (3,87%)
- Branka Lozo
  - Eerste ronde: 39.321 stemmen (2,45%)
- Niko Tokić Kartelo
  - Eerste ronde: 14.409 stemmen (0,90%)

Totaal aantal stemmen:
- Eerste ronde: 1.606.213 stemmen (100%)
- Tweede ronde: 1.503.611 stemmen (100%)

Geldige stemmen:
- Eerste ronde: 1.606.213 stemmen (98,84%)
- Tweede ronde: 1.503.611 stemmen (96,33%)

Ongeldige/blanco stemmen:
- Eerste ronde: 18.786 stemmen (1,16%)
- Tweede ronde: 57.209 stemmen (3,67%)

Totaal aantal stemmen (inclusief ongeldig/blanco):
- Eerste ronde: 1.624.999 stemmen (100%)
- Tweede ronde: 1.560.820 stemmen (100%)

Geregistreerde kiezers/Opkomst:
- Eerste ronde: 3.531.622 (46,01%)
- Tweede ronde: 3.533.441 (44,17%)